# فرودگاه و محله هوایی ایست
فرودگاه و محله هوایی ایست (به انگلیسی: Airpark East Airport) یک فرودگاه همگانی است که یک باند فرود آسفالت دارد و طول باند آن ۸۰۲ متر است. این فرودگاه در شهر دالاس کشور ایالات متحده آمریکا قرار دارد و در ارتفاع ۱۵۵ متری از سطح دریا واقع شده‌است.